# Santa Luzia (Capo Verde)
Santa Luzia (Santa Lucia) è un'isola di Capo Verde, appartenente all'arcipelago di Barlavento. È situata tra l'isola di São Vicente e quella di São Nicolau.
Il punto più alto è la cima del Monte Grande, 395 m.

## Storia
Nel XVIII secolo fu abitata da una piccola popolazione dedita all'agricoltura, la desertificazione portò in seguito al suo abbandono. Dal XX secolo, ha sede una stazione meteorologica.